# Cuncy-lès-Varzy
Cuncy-lès-Varzy est une commune française située dans le département de la Nièvre, en région Bourgogne-Franche-Comté.

## Géographie
Cuncy est situé dans le département de la Nièvre en Bourgogne-Franche-Comté. La superficie de la commune est de 1 524 hectares. Son altitude moyenne est de 218 mètres.
Le village est implanté au nord-est de la Nièvre, à 60 km de Nevers (par la route), dans le canton de Clamecy. Il est situé à 6 km au nord-est de Varzy et à 15 km au sud-ouest de Clamecy, son chef-lieu d'arrondissement. La voie de communication principale qui permet d'y accéder est la route nationale 151.
En 2016, la commune compte 130 habitants.

### Lieux-dits et écarts
Outre le bourg, Cuncy regroupe quelques hameaux et habitations isolés : la Grange-Treillard, la Grange-Rouge, Vertenay, le Chêne-au-Franc, Vesvres et Mhers.

### Géologie
Le sous-sol est essentiellement composé de roches calcaires, marnes et gypses.

### Communes limitrophes
Les communes limitrophes sont  Beuvron, Ouagne, Parigny-la-Rose, Saint-Germain-des-Bois, Saint-Pierre-du-Mont, Varzy et Villiers-le-Sec.

### Climat
Pour des articles plus généraux, voir Climat de la Bourgogne-Franche-Comté et Climat de la Nièvre.
En 2010, le climat de la commune est de type climat océanique dégradé des plaines du Centre et du Nord, selon une étude du Centre national de la recherche scientifique s'appuyant sur une série de données couvrant la période 1971-2000. En 2020, Météo-France publie une typologie des climats de la France métropolitaine dans laquelle la commune est exposée à un climat océanique altéré et est dans la région climatique  Centre et contreforts nord du Massif Central, caractérisée par un air sec en été et un bon ensoleillement. 
Pour la période 1971-2000, la température annuelle moyenne est de 10,9 °C, avec une amplitude thermique annuelle de 15,6 °C. Le cumul annuel moyen de précipitations est de 823 mm, avec 12,3 jours de précipitations en janvier et 7,8 jours en juillet. Pour la période 1991-2020, la température moyenne annuelle observée sur la station météorologique de Météo-France la plus proche, « Clamecy », sur la commune de Clamecy à 11 km à vol d'oiseau, est de 11,5 °C et le cumul annuel moyen de précipitations est de 707,4 mm. 
La température maximale relevée sur cette station est de 40,7 °C, atteinte le 25 juillet 2019 ; la température minimale est de −14 °C, atteinte le 9 février 2012,,. 
Les paramètres climatiques de la commune ont été estimés pour le milieu du siècle (2041-2070) selon différents scénarios d'émission de gaz à effet de serre à partir des nouvelles projections climatiques de référence DRIAS-2020. Ils sont consultables sur un site dédié publié par Météo-France en novembre 2022.

## Urbanisme

### Typologie
Au 1er janvier 2024, Cuncy-lès-Varzy est catégorisée commune rurale à habitat dispersé, selon la nouvelle grille communale de densité à sept niveaux définie par l'Insee en 2022.
Elle est située hors unité urbaine. Par ailleurs la commune fait partie de l'aire d'attraction de Clamecy, dont elle est une commune de la couronne,. Cette aire, qui regroupe 45 communes, est catégorisée dans les aires de moins de 50 000 habitants,.

### Occupation des sols
L'occupation des sols de la commune, telle qu'elle ressort de la base de données européenne d’occupation biophysique des sols Corine Land Cover (CLC), est marquée par l'importance des territoires agricoles (76,2 % en 2018), une proportion sensiblement équivalente à celle de 1990 (76,5 %). La répartition détaillée en 2018 est la suivante : prairies (39,9 %), terres arables (34,9 %), forêts (23,8 %), zones agricoles hétérogènes (1,4 %). L'évolution de l’occupation des sols de la commune et de ses infrastructures peut être observée sur les différentes représentations cartographiques du territoire : la carte de Cassini (XVIIIe siècle), la carte d'état-major (1820-1866) et les cartes ou photos aériennes de l'IGN pour la période actuelle (1950 à aujourd'hui).

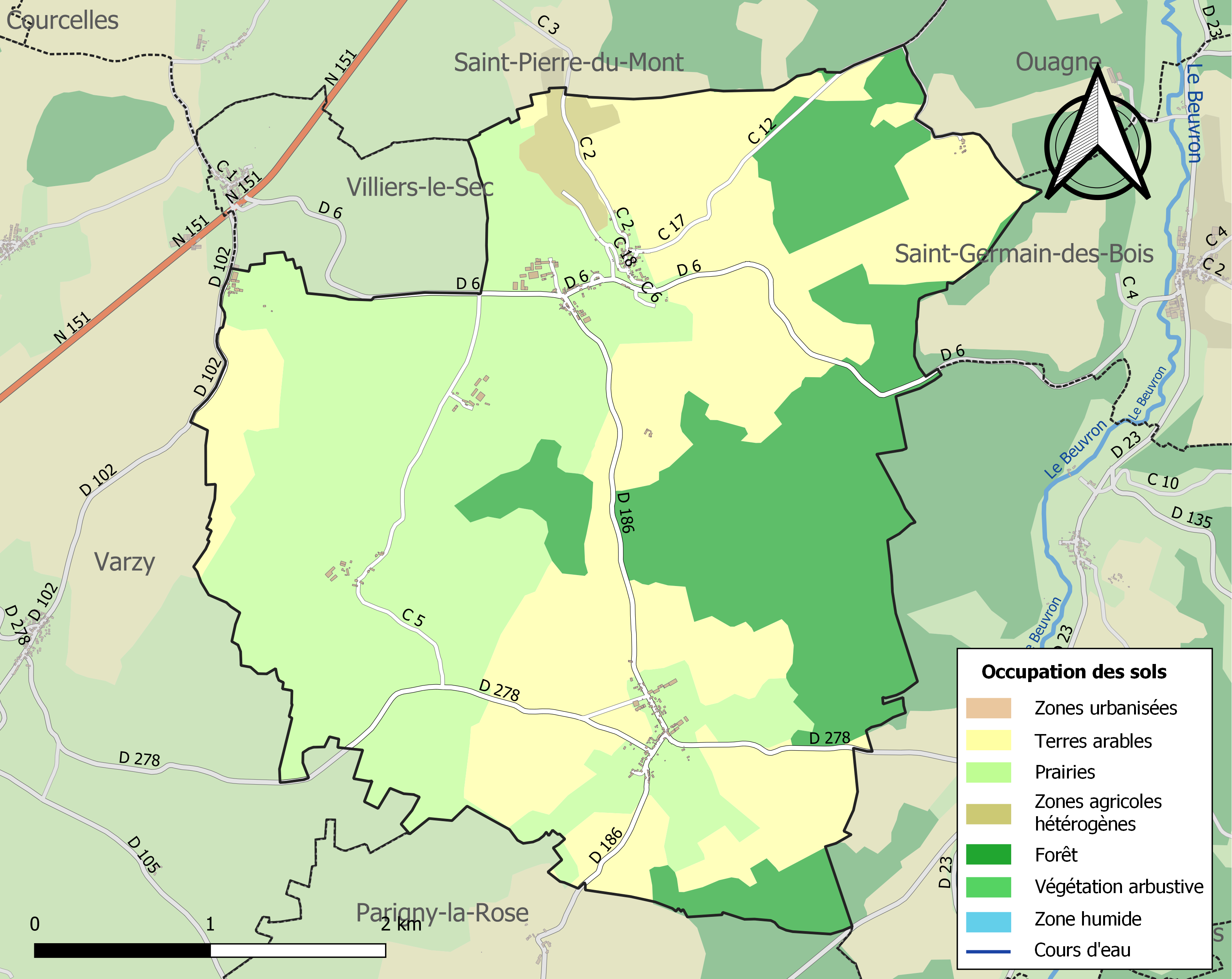
Carte des infrastructures et de l'occupation des sols de la commune en 2018 (CLC).

## Économie
En 2016, la commune compte 110 logements, dont 66 résidences principales, 29 résidences secondaires ou occasionnelles et 15 logements vacants. Il n’y a ni hôtel ni camping ni hébergement collectif.
Les actifs ayant un emploi représentent 59,3 % de la population, les chômeurs 8,6 %, les retraités 21,0 %, les élèves, étudiants et stagiaires non rémunérés 4,9 % et les autres inactifs 6,2 %.
En 2015, la commune compte 61 ménages fiscaux. La médiane du revenu disponible par unité de consommation est de 19 158 €.

## Histoire
- La première mention connue du nom du village date de 1143, Ecclesia de Quinciaco[14].
- En 1882, les habitants de Mhers, hameau de Cuncy, essaient sans succès d'ériger Mhers en commune distincte[15].
- Un décret du 26 janvier 1889 autorise la création d’un bureau de bienfaisance dans la commune[16].
- En 1896[17], le nombre d'habitants de Cuncy, qui compte alors 168 maisons, s'élève à 464 individus. La commune compte un instituteur et une institutrice, un prêtre, un garde champêtre, un garde forestier, trois cantonniers. Les commerçants se répartissent de la façon suivante : trois aubergistes, trois épicières-buralistes, une couturière-buraliste. Les artisans sont assez nombreux : sept couturières, trois charpentiers, deux charrons, deux maçons, deux maréchaux-ferrants, un menuisier, un couvreur, un sabotier, un charretier, un tonnelier, une lingère, un huilier, un vigneron... La profession la plus représentée est celle de propriétaire cultivateur exploitant (63), suivie par les journaliers et manœuvres (22), les cultivateurs (14), les domestiques - dont plusieurs valets de ferme - (13) et les fermiers (7). On recense également quatorze rentiers et rentières et deux propriétaires. Au total, on relève à Cuncy près de trente professions différentes. Il semble n’y avoir ni sage-femme ni médecin ni notaire dans la commune. Enfin, cinq enfants des hospices de la Seine sont placés en nourrice dans des familles du village.
- En 1900, l’église est en partie dévastée par un aliéné nommé Gevrais qui en brise l’orgue et divers objets de culte[18].

### Seigneurs
- 1727 : Samuel, comte de la Ferté-Meung.
- 1760 : Jacques-Gabriel, marquis de la Ferté-Meung[19].

## Toponymie
Le nom de la commune proviendrait du nom d’homme latin Quintius et du suffixe -acum.

## Politique et administration
| Période   | Période  | Identité         | Étiquette | Qualité      |
| --------- | -------- | ---------------- | --------- | ------------ |
|           |          |                  |           |              |
| mars 2008 | 2014     | Véronique Vallet |           | Agricultrice |
| mars 2014 | En cours | Pierre Pirlot    |           |              |

## Démographie
L'évolution du nombre d'habitants est connue à travers les recensements de la population effectués dans la commune depuis 1793. Pour les communes de moins de 10 000 habitants, une enquête de recensement portant sur toute la population est réalisée tous les cinq ans, les populations de référence des années intermédiaires étant quant à elles estimées par interpolation ou extrapolation. Pour la commune, le premier recensement exhaustif entrant dans le cadre du nouveau dispositif a été réalisé en 2007.

En 2022, la commune comptait 122 habitants, en évolution de −6,15 % par rapport à 2016 (Nièvre : −3,28 %, France hors Mayotte : +2,11 %).
| 1793 | 1800 | 1806 | 1821 | 1831 | 1836 | 1841 | 1846 | 1851 |
| ---- | ---- | ---- | ---- | ---- | ---- | ---- | ---- | ---- |
| 559  | 550  | 593  | 537  | 604  | 674  | 482  | 748  | 619  |

| 1856 | 1861 | 1866 | 1872 | 1876 | 1881 | 1886 | 1891 | 1896 |
| ---- | ---- | ---- | ---- | ---- | ---- | ---- | ---- | ---- |
| 660  | 632  | 620  | 606  | 594  | 568  | 523  | 518  | 464  |

| 1901 | 1906 | 1911 | 1921 | 1926 | 1931 | 1936 | 1946 | 1954 |
| ---- | ---- | ---- | ---- | ---- | ---- | ---- | ---- | ---- |
| 418  | 382  | 348  | 302  | 303  | 290  | 256  | 241  | 213  |

| 1962 | 1968 | 1975 | 1982 | 1990 | 1999 | 2006 | 2007 | 2012 |
| ---- | ---- | ---- | ---- | ---- | ---- | ---- | ---- | ---- |
| 203  | 200  | 171  | 154  | 141  | 142  | 149  | 150  | 137  |

| 2017 | 2022 | - | - | - | - | - | - | - |
| ---- | ---- | - | - | - | - | - | - | - |
| 127  | 122  | - | - | - | - | - | - | - |

## Lieux et monuments

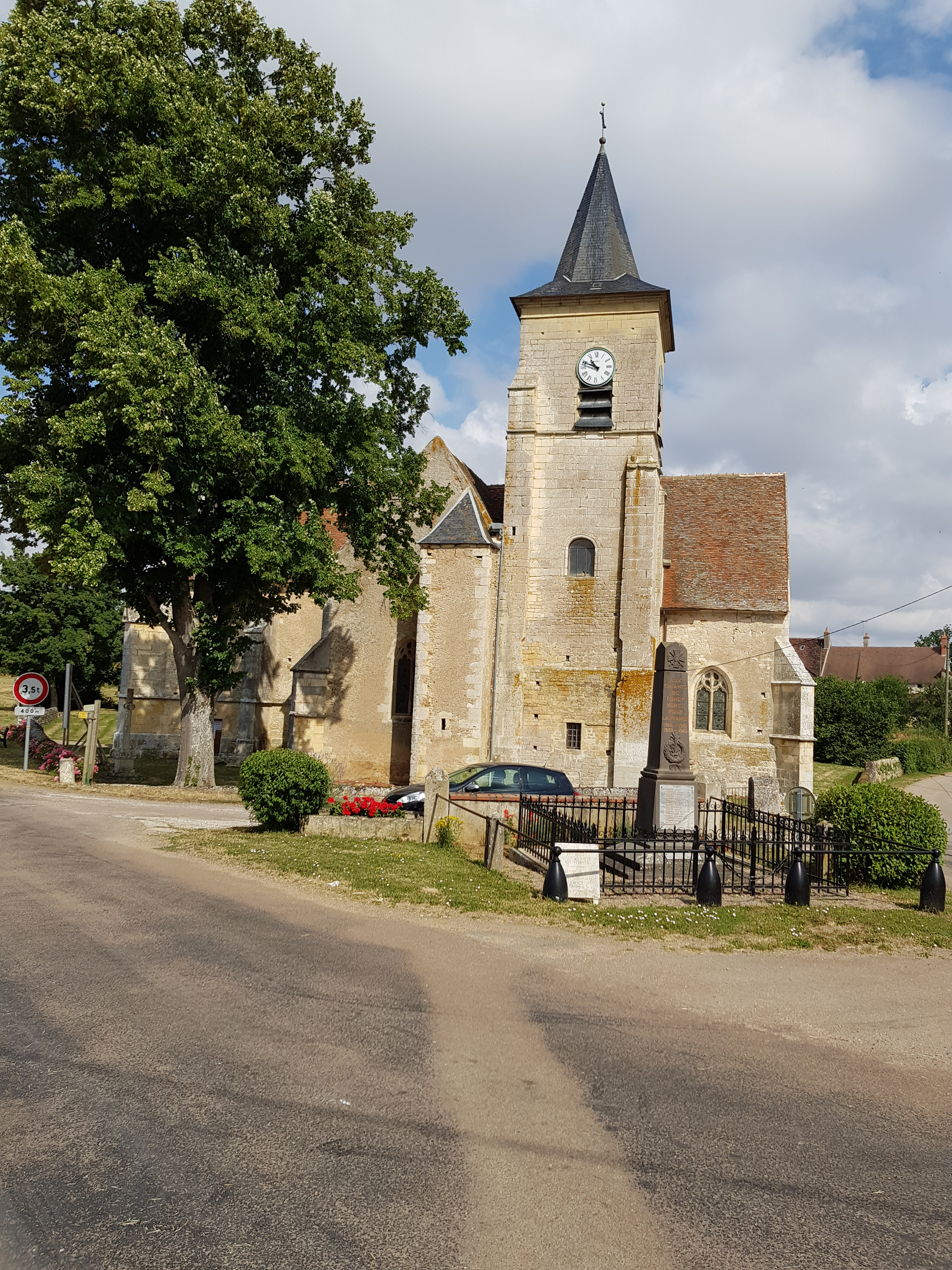
L'église Saint-Martin.

- Église Saint-Martin de style gothique, édifiée pendant le premier quart du XVIe siècle, protégée, sauf le clocher, au titre des Monuments historiques depuis le 20 octobre 1971.